# 발렌트 로드리게즈
벌렌테이 로드리게스(영어: Valente Rodriguez, 스페인어: 발렌테 로드리게스, 1961년 2월 14일 ~ )는 미국의 배우이다.

## 출연 작품
- 어 도그 & 포니 쇼 (2016년)
- 더 마티니 샷 (2014년)
- 더 레드 퀸 (2009년)
- 사랑은 너무 복잡해 (2009년)
- 500일의 썸머 (2009년)
- 어글리 트루스 (2009년)
- 고타 킥 잇 업! (2002년)
- 조지 로페즈 (2002년) - 어니 역
- 예스, 디어 (2000년)
- 픽킹 업 더 피시스 (2000년)
- 에린 브로코비치 (2000년) - 도날드 역
- 딥 블루 씨 (1999년)
- 볼케이노 (1997년)
- 에드 (1996년)
- 마이 패밀리 (1995년)
- 루스터스 (1993년) - 에이단 역
- 20달러의 유혹 (1993년)
- 철혈여경 (1990년)
- 살사 댄싱 (1988년)

### 텔레비전
- 멘탈리스트 4 (2011년) - 프랭크 로페즈 역
- 해필리 디보스드 시즌2
- 조지 로페즈